# R.T. Guinn
Richard Thomas Guinn, detto R.T. (Bryan, 19 febbraio 1981), è un cestista statunitense con cittadinanza svedese.

## Palmarès
- Campionato greco: 1

Panathinaikos: 2012-13
- Campionato ucraino: 1

Mariupol: 2008-09
- Coppa d'Ucraina: 1

Mariupol: 2009
Ferro-ZNTU: 2013